# Теорія нечіткої міри
Теорія нечіткої міри розглядає узагальнені міри, в яких властивість адитивності замінюється більш слабкою властивістю монотонності. У теорії нечітких мір центральним поняттям є нечітка міра (також ємність), яке було введене Чоке в 1953 році і незалежно від нього, визначено Сугено в 1974 році в контексті нечітких інтегралів. Існує цілий ряд різних класів нечітких мір, включаючи міри правдоподібності/переконання; можливості/необхідності; і ймовірнісні міри, які є підмножиною класичних мір.

## Визначення
Нехай {\displaystyle \mathbf {X} } — домен дискурсу , {\displaystyle {\mathcal {C}}} — клас підмножин {\displaystyle \mathbf {X} }, і {\displaystyle E,F\in {\mathcal {C}}}. функція {\displaystyle g:{\mathcal {C}}\to \mathbb {R} } така, що:
1. {\displaystyle \emptyset \in {\mathcal {C}}\Rightarrow g(\emptyset )=0}
2. {\displaystyle E\subseteq F\Rightarrow g(E)\leq g(F)}

називається нечіткою мірою. Нечітка міра називається нормалізованою або регулярною, якщо {\displaystyle g(\mathbf {X} )=1}.  

## Властивості нечітких мір
Для будь-яких {\displaystyle E,F\in {\mathcal {C}}}, нечітка міра:
- адитивна, якщо {\displaystyle g(E\cup F)=g(E)+g(F).} Для всіх {\displaystyle E\cap F=\emptyset };
- супермодулярна, якщо {\displaystyle g(E\cup F)+g(E\cap F)\geq g(E)+g(F)};
- субмодулярні[en], якщо {\displaystyle g(E\cup F)+g(E\cap F)\leq g(E)+g(F)};
- суперадитивна, якщо {\displaystyle g(E\cup F)\geq g(E)+g(F)} для всіх {\displaystyle E\cap F=\emptyset };
- субадитивна, якщо {\displaystyle g(E\cup F)\leq g(E)+g(F)} для всіх {\displaystyle E\cap F=\emptyset };
- симетрична, якщо {\displaystyle |E|=|F|} при {\displaystyle g(E)=g(F)};
- булева, якщо {\displaystyle g(E)=0} або {\displaystyle g(E)=1}.

Розуміння властивостей нечітких мір корисно в застосуванні. Коли нечітка міра використовується для визначення такої функції, як інтеграл Сугено або інтеграл Чоке, ці властивості будуть вирішальними для розуміння поведінки функції. Наприклад, інтеграл Шоке щодо адитивної нечіткої міри зводиться до інтеграла Лебега. У дискретних випадках симетричне нечітке вимірювання призведе до появи оператора впорядкованого зваженого усереднення (ВЗУ). Субмодулярні нечіткі міри призводять до появи опуклих функцій, тоді як надмодулярні нечіткі міри призводять до появи увігнутих функцій, коли вони використовуються для визначення інтеграла Хоке.

## Представлення Мебіуса
Нехай g — нечітка міра, представлення Мебіуса g задається множинною функцією M, де для кожного {\displaystyle E,F\subseteq X},
{\displaystyle M(E)=\sum _{F\subseteq E}(-1)^{|E\backslash F|}g(F).}
Еквівалентними аксіомами представлення Мебіуса є:
1. {\displaystyle M(\emptyset )=0}.
2. {\displaystyle \sum _{F\subseteq E|i\in F}M(F)\geq 0}, для всіх {\displaystyle E\subseteq \mathbf {X} } та всіх {\displaystyle i\in E}

Нечітка міра у представлені Мебіуса M називається нормалізованою, якщо {\displaystyle \sum _{E\subseteq \mathbf {X} }M(E)=1.}
Представлення Мебіуса може бути використано, щоб показати, які підгрупи X взаємодіють один з одним. Наприклад, адитивна нечітка міра має значення Мобіуса, які дорівнюють нулю, за винятком одиночних. Нечітке вимірювання g в стандартному поданні може бути відновлено з форми Мёбіуса за допомогою трансформації Зета:
{\displaystyle g(E)=\sum _{F\subseteq E}M(F),\forall E\subseteq \mathbf {X} .}

## Допущенне спрощення для нечітких мір
Нечіткі міри визначаються на півкільцях множин або монотоних класах, які можуть бути настільки ж гранулярними, як булеан X, і навіть, у дискретних випадках, число змінних може бути дуже великим, як 2|X|. З цієї причини, у контексті багатокритеріального аналізу рішень та інших дисциплін, були запроваджені спрощення припущення щодо нечіткої міри, щоб визначити та використовувати їх менш обчислювально. Наприклад, коли ми кажемо, що нечітка міра є адитивною, буде мати місце рівність {\displaystyle g(E)=\sum _{i\in E}g(\{i\})} і значення нечіткої міри можуть бути оцінені з значень на X. Аналогічно, симетрична нечітка міра визначається однозначно |X| значеннями. Двома важливими нечіткими мірами, які можуть бути використані, Сугено або {\displaystyle \lambda } — нечітка міра і k-адитивні міри, введені Сугену і Грабішем відповідно.

### λ-міра Сугено
{\displaystyle \lambda } — міра Сугено є особливим випадком нечітких мір, визначених ітераційно. Воно має таке визначення:

#### Визначення
Нехай {\displaystyle \mathbf {X} =\left\lbrace x_{1},\dots ,x_{n}\right\rbrace } — скінченна множина і нехай {\displaystyle \lambda \in (-1,+\infty )}. {\displaystyle \lambda } — міра Сугено є функцією {\displaystyle g:2^{X}\to [0,1]} такою, що
1. {\displaystyle g(X)=1}.
2. якщо {\displaystyle A,B\subseteq \mathbf {X} } (альтернативно {\displaystyle A,B\in 2^{\mathbf {X} }}) і {\displaystyle A\cap B=\emptyset } то {\displaystyle g(A\cup B)=g(A)+g(B)+\lambda g(A)g(B)}.

Як умова, значення g при однотонній множині {\displaystyle \left\lbrace x_{i}\right\rbrace } називається щільністю і позначається {\displaystyle g_{i}=g(\left\lbrace x_{i}\right\rbrace )} . Крім того, ми маємо що {\displaystyle \lambda } задовольняє властивість
{\displaystyle \lambda +1=\prod _{i=1}^{n}(1+\lambda g_{i})}.
Тахані і Келлер, а також Ванг і Клір показали, що коли відомі щільності, можна використовувати попередній поліном, щоб отримати значення {\displaystyle \lambda } однозначно.

### k-адитивна нечітка міра
K-адитивна нечітка міра обмежує взаємодію між підмножинами {\displaystyle E\subseteq X} до розміру {\displaystyle |E|=k}. Це різко знижує кількість змінних, необхідних для визначення нечіткої міри, і оскільки k може бути будь-яким від 1 (в цьому випадку нечітка міра є адитивною) до X, це дозволяє досягти компромісу між здатністю до моделювання та простотою.

#### Визначення
Дискретна нечітка міра g на множині X називається k-адитивною ({\displaystyle 1\leq k\leq |\mathbf {X} |}) якщо її представлення Мебіуса дає {\displaystyle M(E)=0}, коли {\displaystyle |E|>k} для будь-якого {\displaystyle E\subseteq \mathbf {X} } та існує підмножина F з елементами k, така що {\displaystyle M(F)\neq 0}.

## Індекси Шеплі та взаємодії
У теорії ігор значення Шеплі або просто «Шеплі» використовується для позначення ціни гри. Значення Шеплі можуть бути розраховані для нечітких заходів для того, щоб дати деяку вказівку на важливість кожного одиночного. У випадку адитивних нечітких вимірювань значення Шеплі буде таким же, як і кожне окреме.
Для даного нечіткої міри g і {\displaystyle |\mathbf {X} |=n} , індекс Шеплі для кожного {\displaystyle i,\dots ,n\in X} є:
{\displaystyle \phi (i)=\sum _{E\subseteq \mathbf {X} \backslash \{i\}}{\frac {(n-|E|-1)!|E|!}{n!}}[g(E\cup \{i\})-g(E)].}
Значення Шеплі — вектор {\displaystyle \mathbf {\phi } (g)=(\psi (1),\dots ,\psi (n)).}